# Astragalus kustanaicus
Astragalus kustanaicus är en ärtväxtart som beskrevs av Mikhail Grigoríevič Popov. Astragalus kustanaicus ingår i släktet vedlar, och familjen ärtväxter. Inga underarter finns listade i Catalogue of Life.